# エレク・アーコシュ
エレク・アーコシュ（Elek Ákos 、1988年7月21日 - ）は、ハンガリー・ボルショド・アバウーイ・ゼンプレーン県Ózd出身の元プロサッカー選手。元ハンガリー代表。現役時代のポジションは、ミッドフィールダー。

## クラブ経歴
2005年、ハンガリー2部のカジンツバルツィカイSCでプロデビュー。
2008年、ヴィデオトンFCに移籍。2010-11シーズンにはリーグ優勝を達成した。
2012年7月、ディオーシュジュールVTKに移籍。
2015年1月、長春亜泰足球倶楽部と2年契約を結んだ。1シーズンで長春を退団し、古巣ディオーシュジュールに復帰。
2017年3月、FCカイラトと2年契約を結んだ。
2019年1月、ヴィデオトンFCから改名したMOLヴィディFCに復帰した。

## 代表歴
2011年8月10日のアイスランド戦で初ゴール。
UEFA EURO 2016はメンバーの一人に選ばれ、グループステージのポルトガル戦に出場した。

### ゴール
| No | 開催日        | 会場       | 対戦国       | スコア | 結果 | 試合概要 |
| -- | ------------- | ---------- | ------------ | ------ | ---- | -------- |
| 1  | 2011年8月10日 | ブダペスト | アイスランド | 4–0    | 4–0  | 親善試合 |

## タイトル
- ヴィデオトン
  - ネムゼティ・バイノクシャーグI (1): 2010-11
  - マジャル・クパ (1): 2018-19
- ディオーシュジュール
  - Ligakupa (1): 2013–14